# Mieke De Groote
Mieke De Groote (née en 1958 à Uccle) est une actrice belge flamande.

## Biographie
Elle étudie au Studio Herman Teirlinck, et reçoit son diplôme la même année que Hilde Van Mieghem et Els Olaerts. 
Au cinéma, elle débute dès 1980 avec un petit rôle de nonne dans De Witte van Sichem. Elle travaille beaucoup pour la télévision belge néerlandophone.
Au théâtre, elle a joué dans les troupes du Théâtre royal flamand de Bruxelles, du théâtre de Gand, Het Toneelhuis ion d'Anvers ou encore au Theater Malpertuis de Gand.

## Filmographie choisie

### Cinéma
- 1980 : De Witte van Sichem
- 1983 : De vlaschaard : Martha
- 1988 : L'Homme qui voulait savoir : une touriste belge
- 1998 : Rosie, sa vie est dans sa tête : la directrice de l'institution
- 2002 : De tweeling : médecin
- 2006 : De Hel van Tanger de Frank Van Mechelen : Rita Van Loock
- 2015 : Billy the Bully : la directrice d'école

### Télévision
- 1997 : Kulderzipken
- 1999 : Thuis : Lydia
- 2004 : Witse : Mieke Peeters
- 2004 : Het eiland : Sonja
- 2009 : Van vlees en bloed : Gerda
- 2012 : Code 37 : Greet Adriaans
- 2014 : Cordon : Sabine Lommers
- 2016 : Patrouille Linkeroever : Liliane Verdonckschot
- 2017 : Beau Séjour : Dora Plettinckx
- 2017 : Tytgat Chocolat : Nikki Vloemans